# Abigail Raye
Abigail Raye (Epsom, 17 mei 1991) is een Belgisch hockeyster met Engelse roots.

## Levensloop
Raye groeide op in Engeland, alwaar ze op 11-jarige leeftijd actief werd in het hockey bij Surbiton HC. In  december 2005 migreerde ze met haar ouders naar Canada. In 2009 verwierf ze er de Canadese nationaliteit. Ze studeerde er aan de Universiteit van Brits-Columbia, alwaar ze in 2015 afstudeerde als bachelor in de kinesiologie. Later volgde ze haar partner naar België. Zo kwam ze in 2014 terecht bij Wellington. Vervolgens maakte ze na drie seizoenen de overstap naar La Gantoise HC, alwaar ze één seizoen bleef. Sinds 2018 is ze actief bij KHC Dragons. Met deze club won ze onder meer de Eurohockey Club Trophy in 2022 en 2023.
Daarnaast was ze actief in het Canadees hockeyteam. Met de nationale ploeg behaalde ze onder meer brons op de Pan American Cup van 2013 te Mendoza en de Pan-Amerikaanse Spelen van 2015 te Toronto. Sinds 2019 is ze actief bij de Red Panthers. Met de Belgische equipe behaalde ze onder meer brons op het Europees kampioenschap van 2021 te Amstelveen.